# Biak-Riesenratte
Die Biak-Riesenratte (Uromys boeadii) ist ein kaum erforschtes Nagetier aus der Gattung der Mosaikschwanz-Riesenratten. Sie ist auf der Insel Biak endemisch. Ob sie auch auf der Nachbarinsel Supiori vorkommt ist unklar. Das Artepitheton ehrt den indonesischen Zoologen Bapak Boeadi.

## Merkmale
Das einzige bekannte Exemplar hat eine Kopf-Rumpf-Länge von 255 mm, eine Schwanzlänge von 235 mm, eine Hinterfußlänge von 62 mm und die Ohrenlänge von 25 mm. Die Art sieht der Bismarck-Riesenratte (Uromys neobritannicus) von der Insel Neubritannien sehr ähnlich, der Bauch ist jedoch überwiegend braun und auf der Brust befindet sich ein kleiner weißer Flecken. Zudem fehlen die goldenen Schutzhaare und die dunklen Augenringe, die die Bismarck-Riesenratte charakterisieren.

## Lebensraum und Lebensweise
Die Biak-Riesenratte bewohnt tropische Feuchtwälder. Über ihre Lebensweise ist nichts bekannt.

## Status
Der Holotypus, ein adultes Männchen, wurde am 23. März 1963 von Peter Temple-Smith 25 Kilometer nordöstlich der Stadt Biak in einer Höhenlage von 65 m gesammelt. Drei nachfolgende Expeditionen auf Biak brachten keine Ergebnisse. Während einer Expedition auf Biak und Supiori im September 1992 konnte Tim Flannery ebenfalls kein Exemplar nachweisen. Die IUCN klassifiziert die Art in die Kategorie vom Aussterben bedroht (critically endangered). Als Hauptgefährdung gilt die Abholzung der Wälder. 50 Prozent der ehemaligen Waldfläche auf Biak ist bisher verloren gegangen.